# Rytijärvenoja
De Rytijärvenoja is een beek die stroomt in de Zweedse  gemeente Pajala. De beek verzorgt de afwatering van het moeras Rytivuoma van ongeveer 3 km² groot. De beek stroomt oostwaarts en stroomt tegenover de 406 meter hoge heuvel Rytikielinenen samen met de Ailijärvenoja. Onbekend is of de rivier haar naam krijgt of die komend vanaf het Ailijärvi. Tot aan het samenvloeien is ze 3 kilometer lang.
Afwatering: Rytijärvenoja → Olosrivier → Lainiorivier → Torne → Botnische Golf